# 시미즈 유스케
시미즈 유스케(일본어: 清水 祐輔, 2001년 5월 13일~)는 일본의 축구 선수이다.

## 구단 경력
그는 2024년 J3리그의 오미야 아르디자에 입단했다. 2025년 가이나레 돗토리로 이적했다.